# Ronald Jensen (Mathematiker)

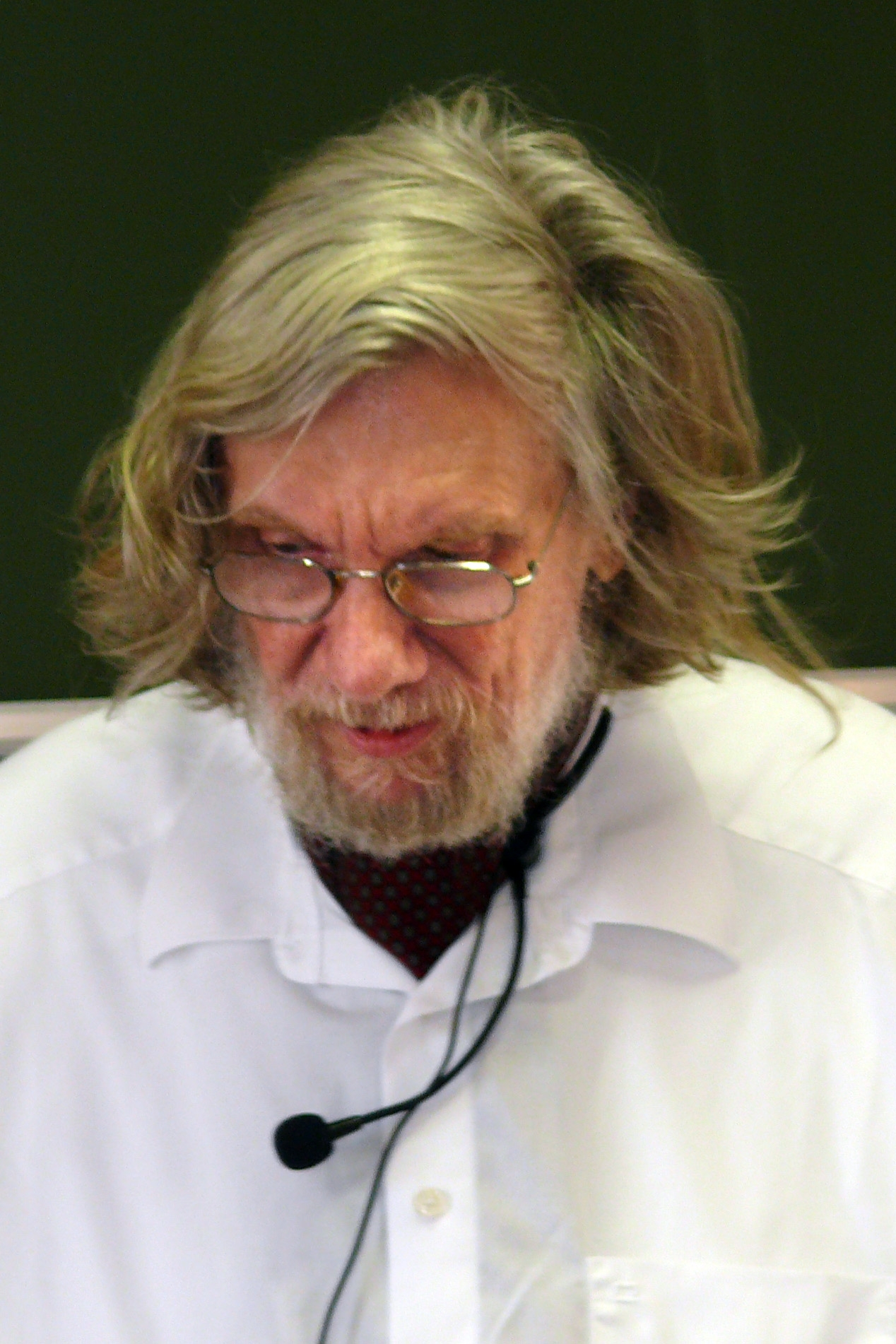
Jensen auf dem First European Set Theory Meeting, Będlewo, Polen, 2007

Ronald Björn Jensen (* 1. April 1936 in Charlottesville, Virginia) ist ein US-amerikanischer Mathematiker, der sich mit axiomatischer Mengenlehre und mathematischer Logik beschäftigt.
Jensen studierte zunächst von 1954 bis 1959 Volkswirtschaft an der American University in Washington, D.C. und danach bis 1964 Mathematik an der Universität Bonn, wo er 1964 bei Gisbert Hasenjaeger promoviert wurde. Danach war er bis 1969 Assistent in Bonn, wo er sich 1967 habilitierte. 1969 bis 1975 war er Professor an der Universität Oslo und lehrte gleichzeitig an der Rockefeller University in New York (bis 1971) und an der University of California, Berkeley (bis 1973). 1974 bis 1975 war er als Humboldt-Preisträger an der Universität Bonn, wo er auch 1976 bis 1978 Professor war. 1978/79 war er Gastwissenschaftler an der Oxford University, 1979 bis 1981 Professor an der Universität Freiburg im Breisgau. 1981 bis 1994 war er Senior Research Fellow am All Souls College der Universität Oxford. 1994 bis zu seiner Emeritierung 2001 war er Professor für mathematische Logik an der Humboldt-Universität Berlin. Er lebt in Berlin.
Jensen forschte in der axiomatischen Mengenlehre, besonders der Theorie großer Kardinalzahlen und innerer Modelle wie Kurt Gödels konstruktivem Universum. Für The fine structure of the constructible hierarchy, (Annals of Mathematical Logic, Bd. 4, 1972, S. 229–308) erhielt er 2003 den Leroy P. Steele Prize. Die Arbeit war wegweisend für die Entwicklung innerer Modelle, für die Jensen in Abhängigkeit von Annahmen über die Existenz großer Kardinalzahlen neue Konstruktionen lieferte. Sein Überdeckungssatz besagt, dass, falls die Zahl Zero Sharp ({\displaystyle 0^{\#}}) nicht existiert, nicht abzählbare unendliche Mengen von Ordinalzahlen durch konstruierbare Mengen gleicher Mächtigkeit überdeckt werden können. Jensen zeigte die Existenz verschiedener Kernmodelle (core models), so des Dodd-Jensen-Core-Model bei Nicht-Existenz einer messbaren Kardinalzahl. Weiter fand er verschiedene kombinatorische Prinzipien (Karo, Square, Morass) in inneren Modellen, die auch in anderen Bereichen der Mathematik Anwendung fanden. Weiterhin ist er für sein Coding Theorem bekannt (bewiesen in Coding the Universe 1982).
1990 war er der erste Gödel-Lecturer. 2001 hielt er die Tarski Lectures. Er erhielt 2015 mit John R. Steel die Hausdorff Medal der European Set Theory Society für ihre Arbeit K without the measurable.

## Schriften
- Modelle der Mengenlehre. Widerspruchsfreiheit und Unabhängigkeit der Kontinuumshypothese und des Auswahlaxioms. (Lecture Notes in Mathematics; Bd. 37). Springer, Berlin 1967.
- Coding the Universe. Cambridge University Press, Cambridge 1982, ISBN 0-521-28040-0 (zusammen mit Aaron Beller und Philip Welch).
- mit Anthony J. Dodd: The core model, Annals of Mathematical Logic, Band 20, 1981, S. 43–75
- mit Anthony J. Dodd: The covering lemma for K, Annals of Mathematical Logic, Band 22, 1982, S. 1–30
- mit John R. Steel: K without the measurable, The Journal of Symbolic Logic, Band 78, 2013, S. 708–734